# Дерюгин, Константин Михайлович
Константи́н Миха́йлович Дерю́гин (1878—1938) — русский зоолог, гидробиолог и океанолог, педагог.

## Биография
Происходил из дворянского рода Дерюгиных. Родился 27 января (8 февраля) 1878 года в семье владельцев имения Колосовка близ Изборска коллежского советника, дворянина Михаила Дмитриевича Дерюгина и его жены Людмилы Степановны Любич-Ярмолович-Лозины-Лозинской (12(24).06.1841 — 26.12.1922, Вюнсдорф). У Константина Дерюгина было ещё две сестры — Елена, в замужестве Тюлина (26.01.1867 — 1943), и Софья, в замужестве Эрцдорф-Купфер (1868—1940), — а также братья Георгий (1871—1933), Владимир (29.03.1875, Псков — 1945, Лемго, Северная Рейн-Вестфалия) и Анатолий (1.04.1881, Колосовка — 20.06.1943, Карлаг), который во время эстонской войны за независимость служил в британском Красном Кресте, был награждён Крестом Свободы I-го класса 3-й степени, а 18 октября 1940 года арестован НКВД в Таллине и приговорён к 8 годам ИТЛ. 
В 1896 году окончил Псковскую губернскую гимназию и поступил в Петербургский университет, где его руководителем стал В. М. Шимкевич. Уже на втором курсе университета он опубликовал свою первую статью «Орнитологические исследования в Псковской губернии». Ещё в период обучения Дерюгин участвовал в многочисленных экспедициях: в 1897 году изучал животный мир Тобольской губернии и нижнего течения реки Обь; на следующий год совершил длительную поездку по юго-западному Закавказью и северной Турции; в 1899 году Дерюгин работал на Соловецкой биологической станции: участвовал в её переносе в порт Александровск (ныне г. Полярный) Екатерининской гавани Кольского залива.
В 1900 году он окончил обучение с дипломом 1-й степени и был оставлен при университете для подготовки к профессорскому званию. Сразу по окончании университета К. М. Дерюгин поступил преподавателем естествознания гимназии К. И. Мая. Среди его учеников был будущий академик, известный гистолог А. А. Заварзин, который позже тепло вспоминал своего первого учителя биологии.
Работая над магистерской диссертацией «Строение и развитие плечевого пояса и грудных плавников у костистых рыб» (1909), К. М. Дерюгин совершил несколько поездок за границу (летом он работал за границей, зиму проводил в Петербурге): в 1900 году он работал в лаборатории Вильгельма Ру в Галле под руководством профессора Менетта[уточнить]; в 1901 году — у профессора Соботта в лаборатории (Кёлликера) (Вюрцбург).
В мае 1902 года работал на Неаполитанской зоологической станции.
Два последующих летних сезона он проводит на Баренцевом море, где руководит оборудованием Мурманской биологической станции. Много внимания уделяет строительству и оснащению исследовательских судов: парусный бот «Орка», парусно-моторная деревянная шхуна «Александр Ковалевский». Официальное открытие Мурманской биологической станции Императорского Санкт-Петербургского общества естествоиспытателей состоялось 29 июня 1904 года, и вскоре Дерюгин передал руководство назначенному комиссией общества заведующим станцией, С. В. Аверинцеву.
В 1905—1907 годы К. М. Дерюгин продолжает исследования по развитию костистых рыб в лаборатории Рабля (Лейпциг) и участвует в работе Зоологического конгресса в Бостоне (США), где делает доклад по фауне Кольского залива Баренцева моря — теме его докторской диссертации (3 мая 1915). С этого времени его научные интересы смещаются в область гидробиологии, которой Дерюгин занимался всю оставшуюся жизнь. С 1910 года он, в качестве приват-доцента Петербургского университета, начал читать первый гидробиологический курс «Жизнь моря», а, затем, курсы по систематике и филогении позвоночных и зоогеографию. Одновременно с преподаванием в университете (профессор с 1918 года) К. М. Дерюгин читал лекции в Психоневрологическом институте (профессор с 1912 года), на Высших женских естественно-научных курсах М. А. Лохвицкой-Скалон, на Выших (Бестужевских) курсах (профессор с 1913 года), в Горном институте и Лесотехнической академии.
В 1924 году К. М. Дерюгин возглавил Петергофский биологический институт; в 1925 году он организовал во Владивостоке Тихоокеанскую научно-промысловую станцию (ТОНС; с 1934 года — ТИНРО); в 1927 году он работал на Чёрном море; в 1929 году в Ленинградском университете им была организована кафедра гидробиологии и ихтиологии; он заведовал отделением сравнительной морфологии и экологии в Естественно-научном институте Лесгафта.
С 1931 по 1935 годы организованная К. М. Дерюгиным Тихоокеанская экспедиция на шести судах впервые выполнила одновременную океанографическую съемку в Беринговом, Охотском, Чукотском и Японском морях.
При его непосредственном участии были созданы Гидрологический (1919) и Биологический (1920) институты, институт по изучению Севера (1925). К. М. Дерюгин основал 2 биологические станции на Баренцевом море (Александровск и Дальние Зеленцы), гидрологическую станцию на Белом море и Тихоокеанскую научно-исследовательскую станцию.
В. А. Догель отмечал:

Дерюгин был прирождённым организатором. Это был организатор, который брался без страха за любое трудное дело в области своей науки и безустанно работал над ним, до тех пор пока не достигал успеха. Его не пугали многочисленные осечки… он продолжал быть оптимистом и продолжал организовывать одно учреждение за другим…— 
Первоначально был похоронен на Смоленском кладбище, но перед войной перезахоронен родственниками на Литераторских мостках Волкова православного кладбища.

## Основные труды
К. М. Дерюгин — автор более 160 научных работ, посвященных изучению Баренцева, Белого, Балтийского и дальневосточных морей. Результаты проведенных под его руководством и при его непосредственном участии исследований имели громадное научное значение и практическую ценность для рыбной промышленности Дальнего Востока. Под его редакцией выходили серия «Исследования морей СССР», Труды гидрологического института, справочники по морям СССР.
- Фауна Кольского залива и условия её существования // Зап. Имп. Акад. наук. Сер. 8, Физ.-мат. отд-ние. 1915. Т. 34, № 1. С. 1—929[23].
- Космополитизм и биполярная теория // Природа. 1916. Февраль. С. 185—202.
- Баренцево море по Кольскому меридиану (33° 30'). — М. ; Л. [: б. и.], 1924. — 102 с. — (Тр. Сев. науч.-промысл. экспедиции; вып. 19).
- Реликтовое озеро Могильное: (остров Кильдин в Баренцевом море) : монограф. очерк. — Л. : Главнаука, 1925а. — 112 с.
- Отрицательные черты бентонической фауны Белого моря и причины этого явления // Рус. гидробиол. журн. 1925б. Т. 4, № 7-9. С. 123—120.
- Фауна Белого моря и условия её существования. — Л. : Гос. гидрол. ин-т, 1928. — xii, 511 с.
- Гидрология и биология // Исслед. морей СССР. 1930. Вып. 11. С. 37—45.
- Исследования морей СССР в биогеографическом отношении за последние 15 лет // Тр. I Всесоюз. геогр. съезда. Л. : Геогр. о-во СССР, 1934. Вып. 2. С. 36—45.
- Основные черты современных фаун морей СССР и вероятные пути их эволюции // Учен. зап. ЛГУ. 1937. Т. 3, вып. 17. С. 237—248.
- Зоны и биоценозы залива Петра Великого // Сборник, посвященный научной деятельности почетного члена Академии наук СССР, заслуженного деятеля науки и техники Николая Михайловича Книповича (1885—1939). М. ; Л. : Пищепромиздат, 1939. С. 115—142.
- La distribution bipolaire des organismes marins // Bull. Inst. Oceanogr. Mar. 1927. T. 49. P. 1—23.

## Награды
В январе 1909 года за труды по организации Мурманской биологической станции в Екатерининской гавани Кольского залива и постройке исследовательского судна «Александр Ковалевский» К. М. Дерюгин был награждён орденом Св. Станислава 3-й степени.
За свои научные труды К. М. Дерюгин был удостоен многочисленных наград:
- Золотой медали почётного председателя Императорского общества естествоиспытателей Великого Князя Александра Михайловича (1908);
- премии имени П. А. Ильенкова Русского физико-химического общества;
- большой Макарьевской премии Российской академии наук за исследования на Баренцевом море (1917);
- медали имени Фёдора Петровича Литке Русского географического общества за морские исследования (1925);
- премии Народного комиссариата просвещения за монографию «Фауна Белого моря и условия её существования» (1931).

Он был почётным членом общества естествоиспытателей (в Петрограде — Ленинграде) и пожизненным членом Линнеевского общества в Лионе (Франция).

## Память
Именем Дерюгина названы залив на Земле Георга в архипелаге Земли Франца-Иосифа, бухта на острове Большевик в архипелаге Северной Земли, солёное озеро на Новой Земле, гора на Земле королевы Мод в Антарктике, подводная котловина в Охотском море. Имя «Профессор Дерюгин» получило научно-исследовательское судно, построенное в Херсоне в 1967 г. и более четверти века (с 1968 по 1994 г.) прослужившее дальневосточной морской науке ТИНРО.
С 1998 года в Петербургском университете проводятся ежегодные научные семинары «Чтения памяти К.М. Дерюгина».

## Семья
Жена (с октября 1909) — Надежда Михайловна, урождённая Синельникова,  дочь полковника,  студентка Смольного института благородных девиц, в семье был единственный сын Константин, гидролог.